# Couvent des Ursulines de Bollène
Pour les articles homonymes, voir Couvent des Ursulines.
Le couvent des Ursulines de Bollène est un bâtiment conventuel et ancien hôpital situé à Bollène, dans le département de Vaucluse.

## Histoire
Les Ursulines de Valréas fondent à Bollène un couvent au début du XVIIe siècle. Durant la Révolution française, en 1792, elles sont chassées de la ville. Certaines sœurs du couvents ont été guillotinées, à Orange. Le bâtiment est transformé en hôpital local.
En 1984, l'ensemble du couvent est protégé au titre des monuments historiques, la chapelle étant classée, et le reste du bâtiment inscrit.

## Description
Le décor de la chapelle a conservé sont retable d'origine. Il est en bois sculpté, doré, avec un tableau central à l'honneur de Saint-Roch et Saint-Jacques.